# Alicia Erian
Alicia Erian, född 1967 i Syracause i New York, är en amerikansk författare med egyptisk far och amerikansk mor av polsk härkomst.
Kärlekens brutala språk handlar om förhållandet mellan kärlek och sex.